# Raz Degan
Raz Degan (in ebraico רז דגן‎?; Sde Nehemia, 25 agosto 1968) è un attore, regista, personaggio televisivo ed ex modello israeliano che lavora prevalentemente in Italia.

## Biografia
Nato nel kibbutz Sde Nehemia, a ventun anni, dopo il servizio militare, comincia a lavorare come modello, conducendo una vita itinerante tra la Thailandia, gli Stati Uniti, l'Italia, l'Australia e la Francia. La sua carriera è presto coronata dal successo, e appare sulle copertine di riviste come Vogue, Elle, Cosmopolitan e Glamour. Rappresentato dall'agenzia Riccardo Gay Model Management, diviene popolare anche in Italia apparendo in diversi spot televisivi, tra cui: Polaroid (nel quale interpretava un cantante rock), il bagno schiuma Pino Silvestre (di cui furono girate due versioni: in una pronunciava la frase Questa sera io non mangio carne; in un'altra, diceva Questa sera non ho fame), e quello che lo ha reso celebre, per l'amaro Jägermeister (nel quale chiudeva col motto Sono fatti miei).
Successivamente intraprende la carriera d'attore, recitando in produzioni statunitensi, ma soprattutto in diverse produzioni italiane cinematografiche e televisive. Con produzione americana, ha avuto dei camei nei film Prêt-à-Porter (1994), regia di Robert Altman, e Titus (1999), diretto da Julie Taymor, il re di Persia Dario III il Grande in Alexander (2004) di Oliver Stone, e ha girato un cortometraggio autobiografico Italian Agenda.
Tra i suoi lavori italiani ricordiamo: Squillo (1996), regia di Carlo Vanzina, il fantasy televisivo Sorellina e il principe del sogno (1996), Coppia omicida (1998) diretto da Claudio Fragasso, la miniserie tv Le ragazze di piazza di Spagna diretta da José María Sánchez, Giravolte (2001) regia di Carola Spadoni, Centochiodi (2007) regia di Ermanno Olmi dove è protagonista nel ruolo de Il professorino, e Barbarossa (2009), regia di Renzo Martinelli, in cui interpreta Alberto da Giussano adulto.
Inoltre nel 2004 realizza il docu-reality Film privato, assieme a Paola Barale, in onda su Italia 1.
Nel 2008 recita in Albakiara - Il film, diretto da Stefano Salvati.
Nel 2010 partecipa come concorrente alla sesta edizione del talent show Ballando con le stelle, in onda su Rai 1. Nello stesso anno conduce la trasmissione televisiva Mistero, affiancato da Daniele Bossari e Marco Berry.
Dal 31 gennaio al 12 aprile 2017 partecipa come concorrente alla dodicesima edizione del reality show L'isola dei famosi, in onda su Canale 5, programma che vince con l'89% di preferenza al televoto, sul modello Simone Susinna, secondo classificato. Nello stesso anno, dopo cinque anni di lavorazione, distribuisce un documentario da lui realizzato intitolato The Last Shaman, prodotto fra gli altri da Luca Argentero e Lapo Elkann, trasmesso in Italia da Sky Atlantic. Per la stessa rete, nel 2018 è protagonista del docu-reality Raz & The Tribe, affiancato da Luca Argentero, Asia Argento e Piero Pelù.
Dal 9 gennaio 2025 entra nel cast dell'ottava stagione nella fiction di Rai 1 Un passo dal cielo.

## Vita privata
Dal 2002, anche se con diversi periodi di crisi, ha avuto una chiacchierata relazione con la showgirl Paola Barale, terminata definitivamente nel 2015.

## Filmografia

### Attore

#### Cinema
- Prêt-à-Porter, regia di Robert Altman (1994)
- Squillo, regia di Carlo Vanzina (1996)
- Coppia omicida, regia di Claudio Fragasso (1998)
- Titus, regia di Julie Taymor (1999)
- Giravolte, regia di Carola Spadoni (2001)
- Alexander, regia di Oliver Stone (2004)
- Centochiodi, regia di Ermanno Olmi (2007)
- Albakiara - Il film, regia di Stefano Salvati (2008)
- Barbarossa, regia di Renzo Martinelli (2009)
- Special Forces - Liberate l'ostaggio (Forces spéciales), regia di Stéphane Rybojad (2011)
- Omamamia, regia di Tomy Wigand (2012)
- Sotto il sole di Amalfi, regia di Martina Pastori (2022)
- Era ora, regia di Alessandro Aronadio (2022)

#### Televisione
- Sorellina e il principe del sogno, regia di Lamberto Bava - Miniserie TV (1996)
- Camera Café, registi vari (2005)
- Le indagini di Lolita Lobosco - serie TV, episodio 1x03 (2021)
- Un passo dal cielo 8 - serie TV (2025)

#### Videoclip
- Cantare è d'amore di Amedeo Minghi (1996)

### Regista
- Italian Agenda – cortometraggio
- Film privato – docu-reality (Italia 1, 2004)[6]
- The Last Shaman – documentario (2016)

## Teatro
- Pilato sempre, di Giorgio Albertazzi, regia di Armando Pugliese (2002).

## Programmi televisivi
- Film privato (Italia 1, 2004)
- Ballando con le stelle 6 (Rai 1, 2010) Concorrente
- Mistero (Italia 1, 2010-2011) Conduttore
- L'isola dei famosi 12 (Canale 5, 2017) Concorrente, vincitore
- Raz & The Tribe (Sky Atlantic, 2018)

## Pubblicità
- Polaroid
- Pino silvestre
- Jägermeister
- Breil

## Doppiatori italiani
- Adriano Giannini in: Centochiodi, Barbarossa
- Luca Ward in: Squillo
- Francesco Bulckaen in: Sorellina e il principe del sogno
- Vittorio Guerrieri in: Alexander
- Davide Marzi in: Special Forces - Liberate l'ostaggio